# Bloody Horror International Film Festival
Bloody Horror International Film Festival är en filmfestival inriktad på skräckfilm. Galan hålls i Ottawa, Kanada. Festivalen går av stapeln två gånger per år, en på hösten och en gång på våren.

## Pristagare 2017[2][3]
- Best feature film: Slasher.com
- Best Short film: Barbers Cut
- Best Student Short: Chateau Sauvignon Terroir
- Best Web Series: Brains
- Best Halloween Film: The Last Halloween
- Best Animated Film: Taco Terror
- Best Documentary Film: Documenting the Witch Path